# 27079 Vsetín
27079 Vsetín là một tiểu hành tinh vành đai chính với chu kỳ quỹ đạo là 1316.8496435 ngày (3.61 năm).
Nó được phát hiện ngày 15 tháng 10 năm 1998.